# Степан Сус
Степан Сус (нар. 7 жовтня 1981, Львів) — єпископ Української греко-католицької церкви; 15 листопада 2019 року призначений куріальним єпископом Києво-Галицького Верховного Архиєпископа і титулярним єпископом Зиґрісу; голова Пасторально-міграційного відділу Патріаршої курії УГКЦ від 16 січня 2020 року.

## Життєпис
Народився 7 жовтня 1981 року в місті Львові в сім'ї Ярослава та Оксани з родини Боднар. Дитинство провів у селі Чишки Пустомитівського району Львівської області. З 1988 по 1996 роки навчався в Чишківській середній школі.
У 1996–1999 роках навчався в Бучацькому історико-філософському ліцеї імені святого Йосафата при монастирі василіян у Бучачі. З 1999 до 2006 року вчився у Львівській духовній семінарії Святого Духа та Українському католицькому університеті. У 2009–2010 роках навчався у Львівському національному університеті імені Івана Франка, де захистив наукову працю на тему «Людина в контексті міжособистісної комунікації: Дитріх фон Гільдебрант та Еммануель Левінас», магістр філософії. У 2014–2015 роках навчався у Люблінському католицькому університеті, захистив наукову працю на тему: «Військове капеланство у світлі Другого Ватиканського Собору», магістр богослов'я. У 2015–2017 роках навчався на ліцензіатській програмі Українського католицького університету з пасторального богослов'я.
30 червня 2006 року прийняв священниче рукоположення з рук архиєпископа і митрополита Львівського Ігоря Возьняка в архикатедральному соборі Святого Юра у Львові.
У 2006 році з благословення архиєпископа і митрополита Львівського Ігоря Возьняка створює та очолює релігійну організацію «Центр військового капеланства» Львівської архиєпархії УГКЦ, завдання якої допомагати капеланам здійснювати душпастирську опіку серед військових. Того ж року призначений військовим капеланом Національної академії сухопутних військ імені гетьмана Петра Сагайдачного та синкелом Львівської архиєпархії УГКЦ у справах капеланства: військових, студентів, дітей-сиріт, в'язнів. З 2011 року — настоятель гарнізонного храму Святих апостолів Петра і Павла Львівської архиєпархії УГКЦ.
У 2014 році під його керівництвом був створений інформаційний ресурс Капеланство.info, який висвітлює події пасторального та соціального служіння капеланів Львівської архиєпархії Української Греко-Католицької Церкви серед військових, студентів, сиріт та в'язнів.
Володіє українською, англійською, польською, російською, французькою мовами.

## Єпископ
15 листопада 2019 р., у Ватикані повідомлено про те, що Синод Єпископів Української греко-католицької церкви, отримавши попередню згоду від Папи Франциска, здійснив канонічне обрання отця Степана Суса єпископом Курії Києво-Галицького Верховного Архиєпископа. Йому надано титулярний осідок Зиґрісу.
16 січня 2020 року іменований головою Пасторально-міграційного відділу Патріаршої курії УГКЦ. 28 січня 2020 року владика Степан Сус став Генеральним капеланом Спілки української молоді.

## Нагороди
- Орден Національної академії сухопутних військ імені гетьмана Петра Сагайдачного «За заслуги перед ЗСУ» (листопад 2008),
- Відзнака Державної прикордонної служби України (27 травня 2015),
- Почесна відзнака «Хрест військового капелана» УГКЦ (15 грудня 2015),
- Орден «За заслуги» ІІІ ступеня (29 липня 2015) — за значний особистий внесок у духовне збагачення українського народу, багаторічну культурно-просвітницьку діяльність[8]
- Почесний нагрудний знак начальника Генерального штабу — Головнокомандувача ЗСУ «За заслуги перед Збройними Силами України» (7 грудня 2016),
- Медаль «Асоціації культури та дипломатії» ОАЕ (14 січня 2017),
- Медаль «Операції Об'єднаних Сил. За звитягу та вірність» (15 серпня 2018),
- Відзнака Президента України «За гуманітарну участь в антитерористичній операції» (12 жовтня 2018).
- Медаль «За сприяння Збройним Силам України» (21 листопада 2019)[9].